# Rhegmatophila alpina
Rhegmatophila alpina är en fjärilsart som beskrevs av Bellier de la Chavignerie 1880. Rhegmatophila alpina ingår i släktet Rhegmatophila och familjen tandspinnare. Inga underarter finns listade.